# Robert Lortac
Robert Lortac, kurz Lortac, (geboren 19. November 1884 in Cherbourg; gestorben 16. April 1973 in Paris) war der Künstlername des französischen Trickfilmgestalters, Illustrators, Karikaturisten, Comiczeichners und Comictexters, Werbegrafikers, Malers und Schriftstellers Robert Collard.

## Leben
Robert Collard wuchs ab 1889 in Paris auf und studierte um 1900 an der Académie Delécluse und bei Fernand Cormon an der École nationale supérieure des beaux-arts de Paris Zeichnung und Malerei. Danach arbeitete er für verschiedene Pariser Zeitungen und Zeitschriften. Unter dem Künstlernamen Lortac drehte er 1914 seinen ersten humoristischen (Stumm-)Film. Collard wurde als Soldat eingezogen und wurde verwundet. Ab 1916 produzierte er in einem eigenen Studio Trickfilme, die für Kriegsanleihen warben. Dabei arbeitete er unter anderem mit dem Karikaturisten Émile Cohl zusammen. 1917 war er an einer Ausstellung beteiligt, die in den USA für die französischen Kriegsziele warb.
Nach Kriegsende produzierte er in seinem Studio Werbefilme, Dokumentarfilme und humoristische Trickfilme. Um 1936 verkaufte er das Studio und verlegte sich auf das Schreiben von Abenteuer-, Kriminal- und Science-Fiction-Romanen. Nach Ende des Zweiten Weltkriegs schrieb er Skripte für andere Comiczeichner.